# Leichtathletik-Weltmeisterschaften 1995/Teilnehmer (Norwegen)
| Goldmedaillen | Silbermedaillen | Bronzemedaillen |
| ------------- | --------------- | --------------- |
| –             | –               | 1               |

Norwegen stellte mindestens 8 Teilnehmerinnen und 13 Teilnehmer bei den Leichtathletik-Weltmeisterschaften 1995 in der schwedischen Stadt Göteborg.

## Medaillen
Mit einer gewonnenen Bronzemedaille belegte das norwegische Team Platz 38 im Medaillenspiegel.
 Bronze
- Vebjørn Rodal: 800 m

## Ergebnisse

### Männer

#### Laufdisziplinen
| Athlet           | Disziplin        | Vorlauf     | Vorlauf | Viertelfinale      | Viertelfinale      | Halbfinale  | Halbfinale | Finale             | Finale             |
| Athlet           | Disziplin        | Zeit        | Platz   | Zeit               | Platz              | Zeit        | Platz      | Zeit               | Platz              |
| ---------------- | ---------------- | ----------- | ------- | ------------------ | ------------------ | ----------- | ---------- | ------------------ | ------------------ |
| Fernando Ramirez | 100 m            | 10,53 s     | 43      | nicht qualifiziert | nicht qualifiziert | –––         | –––        | –––                | –––                |
| Geir Moen        | 200 m            | 20,80 s     | 28      | 20,37 s            | 6                  | 20,32 s     | 4          | 20,51 s            | 6                  |
| Atle Douglas     | 800 m            | 1:46,41 min | 6       |                    |                    | 1:49,63 min | 13         | nicht qualifiziert | nicht qualifiziert |
| Vebjørn Rodal    | 800 m            | 1:48,48 min | 30      |                    |                    | 1:47,69 min | 1          | 1:45,68 min        | Bronze             |
| Terje Næss       | Marathon         |             |         |                    |                    |             |            | 2:20:06 h          | 19                 |
| Gaute Gundersen  | 110 m Hürden     | 13,95 s     | 37      | nicht qualifiziert | nicht qualifiziert | –––         | –––        | –––                | –––                |
| Jim Svenøy       | 3000 m Hindernis | 8:24,49 min | 14      |                    |                    | 8:40,53 min | 18         | nicht qualifiziert | nicht qualifiziert |
| Sverre Jensen    | 20 km Gehen      |             |         |                    |                    |             |            | 1:29:35 h          | 26                 |

#### Sprung-/Wurfdisziplinen
| Athlet            | Disziplin      | Qualifikation | Qualifikation | Finale             | Finale             |
| Athlet            | Disziplin      | Weite         | Platz         | Weite              | Platz              |
| ----------------- | -------------- | ------------- | ------------- | ------------------ | ------------------ |
| Steinar Hoen      | Hochsprung     | 2,27 m        | q             | 2,35 m             | 4                  |
| Trond Barthel     | Stabhochsprung | 5,55 m        | 14            | nicht qualifiziert | nicht qualifiziert |
| Georg Andersen    | Kugelstoßen    | 18,84 m       | 15            | nicht qualifiziert | nicht qualifiziert |
| Olav Jenssen      | Diskuswurf     | 58,00 m       | 27            | nicht qualifiziert | nicht qualifiziert |
| Svein Inge Valvik | Diskuswurf     | 59,32 m       | 17            | nicht qualifiziert | nicht qualifiziert |

### Frauen

#### Laufdisziplinen
| Athletin          | Disziplin    | Vorlauf              | Vorlauf              | Viertelfinale | Viertelfinale | Halbfinale         | Halbfinale         | Finale               | Finale               |
| Athletin          | Disziplin    | Zeit                 | Platz                | Zeit          | Platz         | Zeit               | Platz              | Zeit                 | Platz                |
| ----------------- | ------------ | -------------------- | -------------------- | ------------- | ------------- | ------------------ | ------------------ | -------------------- | -------------------- |
| Gunhild Haugen    | 5000 m       | Rennen nicht beendet | Rennen nicht beendet |               |               | –––                | –––                | –––                  | –––                  |
| Hilde Stavik      | 5000 m       | Rennen nicht beendet | Rennen nicht beendet |               |               | –––                | –––                | –––                  | –––                  |
| Brynhild Synstnes | 5000 m       | 15:46,17 min         | 18                   |               |               | nicht qualifiziert | nicht qualifiziert | –––                  | –––                  |
| Anita Håkenstad   | Marathon     |                      |                      |               |               |                    |                    | Rennen nicht beendet | Rennen nicht beendet |
| Monica Grefstad   | 100 m Hürden | 13,30 s              | 21                   |               |               | nicht qualifiziert | nicht qualifiziert | –––                  | –––                  |
| Kjersti Plätzer   | 10 km Gehen  |                      |                      |               |               |                    |                    | 47:57 min            | 40                   |

#### Sprung-/Wurfdisziplinen
| Athletin       | Disziplin  | Qualifikation | Qualifikation | Finale     | Finale |
| Athletin       | Disziplin  | Weite/Höhe    | Platz         | Weite/Höhe | Platz  |
| -------------- | ---------- | ------------- | ------------- | ---------- | ------ |
| Hanne Haugland | Hochsprung | 1,95 m        | q             | 1,96 m     | 6      |
| Mette Bergmann | Diskuswurf | 64,50 m       | 2             | 62,48 m    | 6      |